# Justin Verlander
Justin Brooks Verlander (Goochland, Virginia; 20 de febrero de 1983) es un lanzador profesional de béisbol que pertenece a la organización de los Gigantes de San Franciscode las Grandes Ligas (MLB).
En 2006 fue nombrado Novato del Año de la Liga Americana. El 12 de junio de 2007 lanzó un juego sin hits ni carreras —el primero en el Comerica Park— contra los Milwaukee Brewers. El 15 de noviembre de 2011, fue nombrado ganador del Premio Cy Young por voto unánime, convirtiéndose en el primer lanzador de la Liga Americana desde Johan Santana en 2006 en ganar el premio de esa forma. El 21 de noviembre de 2011, fue votado como el Jugador Más Valioso de la liga.

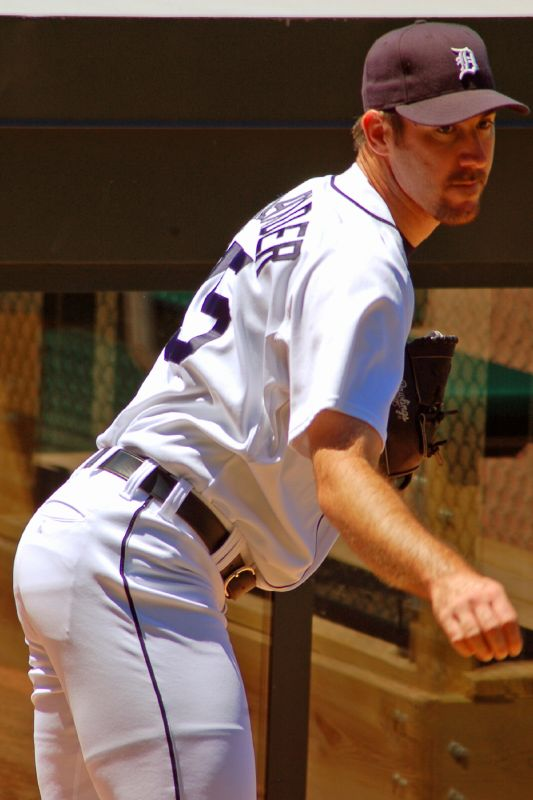
Justin Brooks Verlander.

## Carrera como beisbolista

### Carrera como amateur
Su padre Richard, que fue presidente del local Richmond, Virginia capítulo de Communications Workers of America, envió a Justin a The Richmond Baseball Academy.
Justin registró 84 mph (135 km/h) poco después de unirse a la academia. Su velocidad seguía subiendo, y lanzando a 86 mph en el momento en que entró Goochland High School. Después de recuperarse, su velocidad alcanzaba 87 mph durante su primer año en Old Dominion.
Verlander, 1,96 m, 91 kg (cun 6’5’’, 200 libras) diestro, lanzó para Old Dominion University durante 3 años. El 17 de mayo de 2002, ponchó el récord de la escuela, entonces 17 bateadores contra James Madison. En 2003, fijó en una sola temporada un registro de 139 strikeouts; En 2004, rompió su propio récord y estableció un nuevo registro en la Colonial Athletic Association con 151 strikeouts. Verlander completó su carrera como líder de ponches de todos los tiempos en Old Dominion, en la Colonial Athletic Association y en la historia de Commonwealth of Virginia (Division I) con 427 en 334 ⅔ innings.
Durante sus 3 años, su promedio fue de 11.5 strikeouts por 9 entradas, y en su carrera universitaria su promedio de carreras fue de 2,57.
Verlander lanzó para el equipo de Team USA y ayudó a USA a obtener la medalla de plata en Pan Am Games. Fue nombrado novato del año y ganó los honores de ALL-CAA en 2003 y 2004. Verlander fue nombrado ODU Alumni Association's Male Athlete of the Year) atleta Masculino ODU Asociación de Antiguos Alumnos) en 2004 y fue la segunda selección global del draft de béisbol de 2004 por Detroit.

### Ligas menores
La carrera profesional de béisbol de Verlander comenzó cuando Detroit lo seleccionó en segundo lugar en el MLB Draft de 2004. Firmó un contrato el 25 de octubre de 2004. Verlander empezó la temporada 2005 jugando para los Lakeland Tigers e hizo una breve aparición en la Grande Ligas, haciendo su primera apertura en la Major league contra Cleveland Indians el 4 de julio de 2005. Después de dos inicios en las Grandes Ligas, volvió a la Minor league lanzando para Erie SeaWolves. El filial de AA de los Tigers.

### Grandes Ligas

#### 2006
En su primera temporada completa, Verlander se fue con 17-9 con una efectividad de 3.73, eliminando a 124 bateadores en 186 entradas. El 4 de julio de 2006, en McAfee Coliseum en Oakland, California, Verlander, Joel Zumaya y Fernando Rodney, cada uno lanzó múltiples bolas rápidas por encima de las 100 mph (160 km/h), siendo la primera vez en la historia de la MLB, que tres lanzadores, del mismo equipo, lo habían hecho en un partido. Solo permitió una base robada en 2006 e interceptó 7 corredores. En 2006, llegó a ser el primer lanzador novato de la historia en ganar 10 juegos antes de terminar junio, que finalmente le llevó a ser nombrado AL Rookie of the Year al final de la temporada. Durante el primer juego de la Serie Mundial de 2006, Verlander estaba abriendo para los Tigers contra Anthony Reyes de los St. Louis Cardinals; primera vez que dos novatos se enfrentan abriendo un partido de la Serie Mundial.

#### 2007
Su éxito continuó en 2007, acumulando 18 victorias y registró una efectividad de 3.66 en 183 strikeouts en 201½ innings. El 12 de junio, Verlander registró un no-hitter contra los Milwaukee Brewers, eliminando 12 y alcanzando 102 mph en el radar.

#### 2008
En 2008, Verlander realizó un pobre comienzo de temporada. Perdió cuatro juegos consecutivos antes de ganar uno. Lideró la American League en pérdidas con un total de 17 derrotas. Después de todo, finalizó la temporada de 2008, con un récord de 11-17 ganados-perdidos y una efectividad de 4,84.

#### 2009
En la temporada de 2009 demostró exitosamente: Terminó con un récord de 19-9, una efectividad de 3.45 y liderando la MLB con 269 strikeouts, el máximo por un Tiger desde los 308 en 1971 de Mickey Lolich. Verlander terminó 3.º en las votaciones para el AL Cy Young Award detrás del ganador Zack Greinke y del subcampeón Félix Hernández.

#### 2010
El 4 de febrero de 2010, se anunció que Verlander y los Tigres de Detroit habían llegado a un acuerdo de 80 millones de dólares (aprox. unos 61.863.999,367 €), 5 años de contrato de extensión. El 3 de julio, Verlander obtuvo su décima victoria de la temporada. Esta fue la cuarta vez que obtuvo dígitos dobles antes del regreso del All-Stars. El 18 de septiembre, venció a los Chicago White Sox, lanzando un juego completo y obtuvo su decimoséptima victoria de la temporada. Con esta victoria se convirtió en el 1.er lanzador en ganar 17 juegos en 4 de sus 5 primeras temporadas desde since Dwight Gooden. Terminó 2010 con un Récord de 18-9 y 3,37 ERA.

#### 2011
El 22 de abril, Verlander consiguió su 1000 ª ponches en 9-3 ganados contra los Medias Blancas, convirtiéndose en el décimo quinto Tiger en hacerlo. El 7 de mayo, obtuvo su segundo partido sin hit contra los Toronto Blue Jays, lanzando cuatro ponches, caminando a un bateador y tirando a una velocidad máxima de 101 mph en el radar. Llevaba un perfecto
en el octavo inning antes de permitir un paseo a JP Arencibia, que era el único hombre a llegar a la base en el juego. Verlander se convirtió en el segundo lanzador de los Tigres desde que Virgil Trucks, y el trigésimo lanzador en la historia del béisbol, en lograr múltiples juegos sin hits. En su próxima salida, contra los Reales de Kansas City el 13 de mayo, Verlander tuvo un partido sin hits en la sexta entrada antes de entregar un triple. En total, lanzó 15 ⅔ consecutivos de golpe sin carreras, repartidas en tres aperturas.

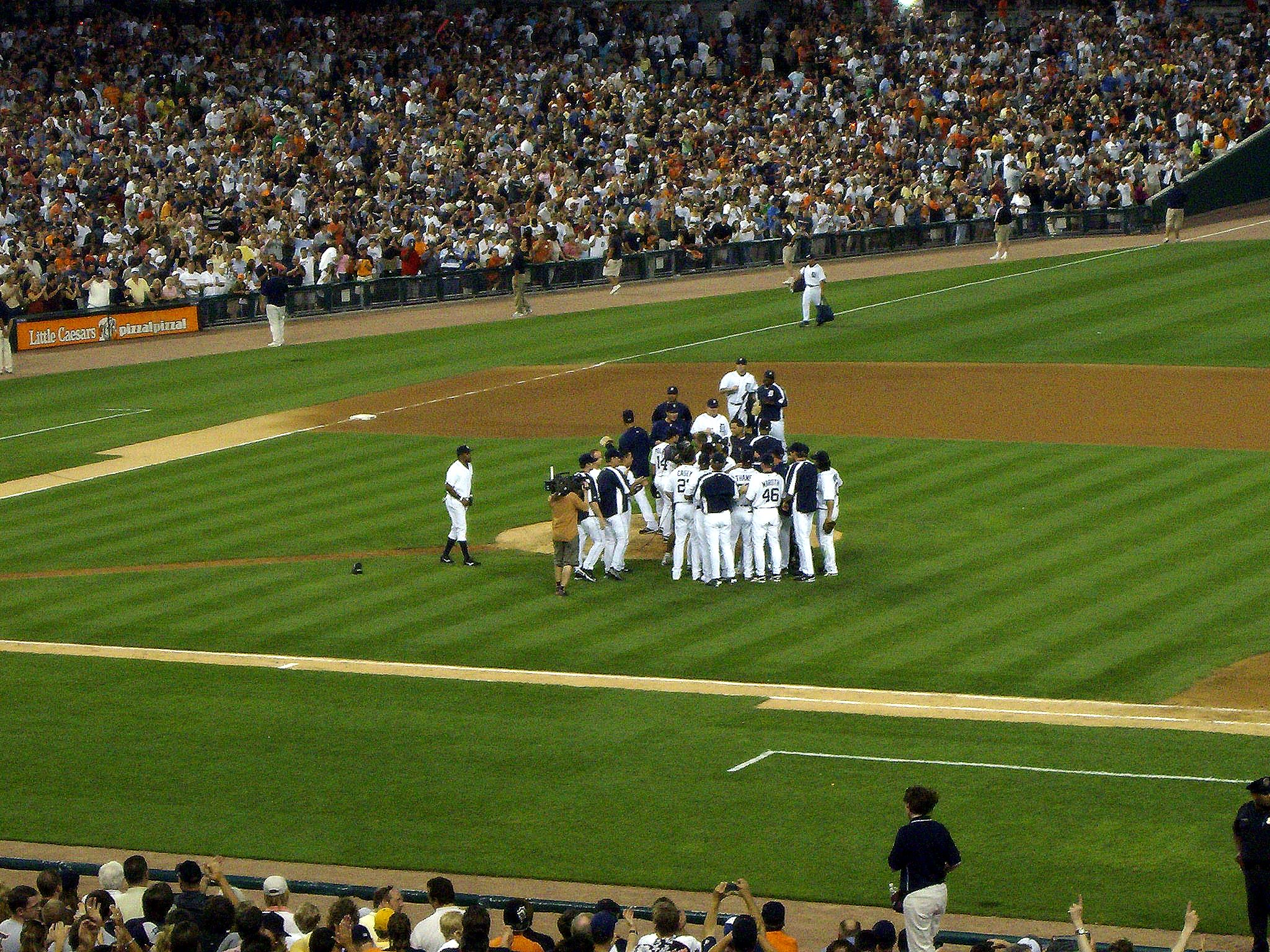

El 14 de junio, Verlander tuvo un partido sin hits hasta la octava entrada. Lanzó siete entradas ⅓ hasta que cedió un hit a Cabrera de los Cleveland Orlando. Verlander terminó con una blanqueada de juego completo permitiendo dos hits. En su próxima salida el 19 de junio, lanzó otro juego completo permitiendo un cuadrangular solitario a Ty Wigginton. El 25 de junio, registró un récord personal de 14 strikeouts contra Arizona. El 3 de julio de 2011, Verlander fue seleccionado para su cuarto All-Star, pero no pudo participar en el juego debido a la programación de sus aperturas. El 31 de julio de 2011, Verlander llevó un juego sin hits hasta la octava entrada antes de permitir un sencillo a Maicer Izturis. Él dio dos pasaportes y ponchó a
nueve. El 11 de agosto, Justin ganó su partido número 100 de Grandes Ligas contra los Indios de Cleveland. El 27 de agosto, se convirtió en el primer lanzador en las Grandes Ligas lograr 20 victorias en la temporada actual. La primera desde que Tiger Bill Gullickson en 1991 en ganar 20 juegos, y el primer gran jugador de liga desde que Curt Schilling en 2002
para llegar a 20 victorias antes de finales de agosto.
Para el final de la temporada, Verlander ganó la Triple Corona de pitcheo en la Liga Americana, liderando la liga en victorias (24), ponches (250, empatado en el sexto mayor cantidad en la historia de los Tigres), una efectividad de 2,40. El lanzador Clayton Kershaw de Los Angeles Dodgers aseguró la Triple corona de la NL a principios de la semana, por lo que es la primera desde 1924 que una temporada contó con un lanzador de la Triple Corona en ambas ligas. Verlander también lideró la Liga Americana en entradas lanzadas (251), porcentaje de victorias y derrotas (.828; Sexto mejor en la historia de los Tigres), y en los errores cometidos por un lanzador. A lo largo de la temporada, nunca tuvo una salida en la que lanzó menos de 6 entradas o 100 lanzamientos. A través de 2011, Verlander tuvo la mejor carrera ponches por cada nueve innings en la historia de los Tigres de Detroit (8.3), y el porcentaje segunda mejor carrera de victorias y derrotas (0.652; también el porcentaje cuarto mejor de todos los lanzadores activos).
Verlander recibido varios premios por su obra en 2011. Los premios incluyen el Pitcher AL TSN of the Year, The Sporting News Player of the Year Award, un Players Choice Award, para el Jugador del Año de la Liga Americana y el lanzador más destacado, y una [List of USA Today major-league baseball awards|USA Today American League Cy Young]].
El 3 de noviembre de 2011, Verlander fue nombrado el atleta de portada de Major League Baseball 2K12.
El 15 de noviembre, la Asociación de Escritores de Béisbol de América anunció que Verlander ganó por unanimidad el 2011 AL Cy Young Award. [16]
El 21 de noviembre de 2011, se anunció que Verlander también había ganado el premio al Jugador Más Valioso, una rareza para un lanzador, en un voto mucho más cerca. Verlander superó a Jacoby Ellsbury de Boston, 280 puntos a 242 puntos, mientras que la recogida de 13 de 28 votos del primer lugar. Se convirtió en el primer lanzador en reclamar un premio de JMV de la Americana desde Dennis Eckersley en 1992, el primer lanzador de empezar a hacerlo desde que Roger Clemens en 1986, y el motor de arranque Tiger tercero en hacerlo en la historia del equipo, uniéndose a Denny McLain y Newhouser Hal.

#### 2012

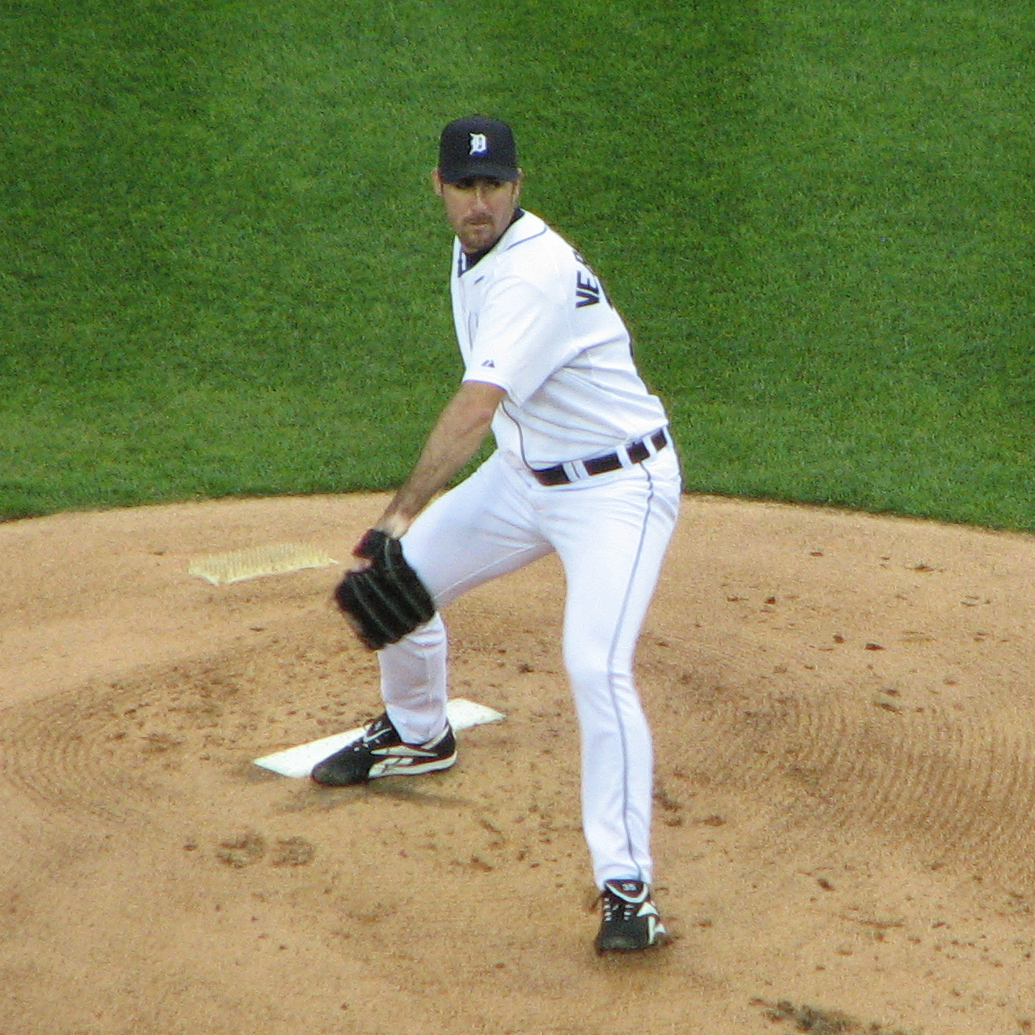

El 18 de mayo, Verlander tuvo un partido sin hits en la novena entrada contra los Piratas de Pittsburgh antes de dar un sencillo con un out en la victoria por 6-0. Fue su primer partido completo de su carrera un hit, su juego completo 16o general y blanqueada de su carrera sexta. Verlander, quien ponchó a 12 en el juego, estaba bateando los 90 y 100 mph en la octava entrada.
El 1 de julio, Verlander fue nombrado para el roster del equipo de la Liga Americana en el  All-Star Game. Verlander estuvo acompañado por sus compañeros Prince Fielder y Miguel Cabrera, el ex votado como titular.
En la pausa del Juego de Estrellas, Verlander tuvo un récord de 9-5 y una efectividad de 2.58 en 18 partidos, y fue líder de la Liga Americana en entradas lanzadas (132 ⅔), ponches (128) y juegos completos (5). El 9 de julio, AL All-Star Team manager Ron Washington nombró a Verlander el lanzador abridor para el equipo de la Liga Americana. Fue un inning y permitió cinco carreras, registrando una efectividad de 45. Verlander terminó la temporada regular de 2012 con un récord de 17-8. Él ocupó el primer lugar en la Liga Americana en entradas lanzadas (238.1) y ponches (239), al mismo tiempo ocupando el segundo lugar en efectividad (2,64).
En el 2012 Serie Divisional contra los Atléticos de Oakland, Verlander comenzó el Juego 1 y ganó por decisión 3-1. En el quinto juego de la serie, lanzó una blanqueada permitiendo cuatro hits, los Tigres de Detroit ganaron 6-0 y avanzó a la Serie de Campeonato de 2012.

### New York Mets
Verlander firmó con los New York Mets el 5 de diciembre de 2022, un contrato de 2 años por $86 millones de dólares.

## Estilo de pitcheo
Verlander lanza cuatro lanzamientos: una recta de cuatro costuras con un promedio de 95 mph, una deslizante en los 80, una curva en 78-81, y un cambio de velocidad de círculo a 85-88 mph. Verlander tiende a lanzar su slider solo a los bateadores derechos y su cambio solo a los bateadores zurdos. Utiliza con frecuencia su curva con 2 costuras. Verlander es conocido por su inusual habilidad de "añadir" y "restar" velocidad a la bola rápida en cualquier momento del juego, dándole la capacidad de lanzar hasta 100 mph incluso en las últimas entradas de los juegos. Esto a pesar del hecho de que ha arrojado la mayor cantidad de lanzamientos en las Grandes Ligas desde el comienzo de la temporada.

## Vida personal
Verlander contrajo matrimonio con la modelo Kate Upton el 4 de noviembre de 2017 en Italia. La pareja dio la bienvenida a su primera hija, Genevieve, el 7 de noviembre de 2018.

## Premios y reconocimientos
- 2006 American League Rookie of the Year
- 2006 Tigers Rookie of the Year award from the Detroit Sports Broadcasters Association.
- American League Rookie of the Month (May 2006)
- American League Player of the Week (May 22–28, 2006)
- American League Player of the Week (June 11–17, 2007)
- 7th in 2006 American League Cy Young Award voting (the highest of any rookie pitcher)
- 5th in 2007 American League Cy Young Award voting
- 15th in 2006 American League MVP voting (the highest of any rookie and second highest of any pitcher – Johan Santana was 7th)
- Named to 2007, 2009, 2010, 2011, and 2012 American League All-Star Teams
- Became first Tigers pitcher since Denny McLain in 1968 (31–6,.838) to lead the American League in winning percentage and qualify for an ERA title (18–6,.750) in 2007
- Only pitcher in baseball history to win Rookie of the Year, start in a World Series game, toss a no-hitter, and be an All-Star in his first two full seasons.
- American League Pitcher of the Month (May 2009)
- Became the first Major League starter in 24 years to load the bases with nobody out in the ninth inning or later and get out of it without allowing a run when he pulled off the feat July 24, 2009. Then-Mariners hurler Mike Moore was the last to do it, on Sept. 16, 1985.[5]
- 2009 Tiger of the Year.[6]
- 3rd in 2009 American League Cy Young Award voting
- One of only two players to win the Rookie of the Year Award, Cy Young Award, and the MVP Award; the other is Don Newcombe
- Won AL pitching Triple Crown in 2011
- 2011 AL Cy Young Award (unanimous choice)
- 2011 AL MVP
- Major League Baseball 2K12 cover athlete
- MVP AL League Champion 2017
- World Series 2017, 2022 Champion